# 사롱

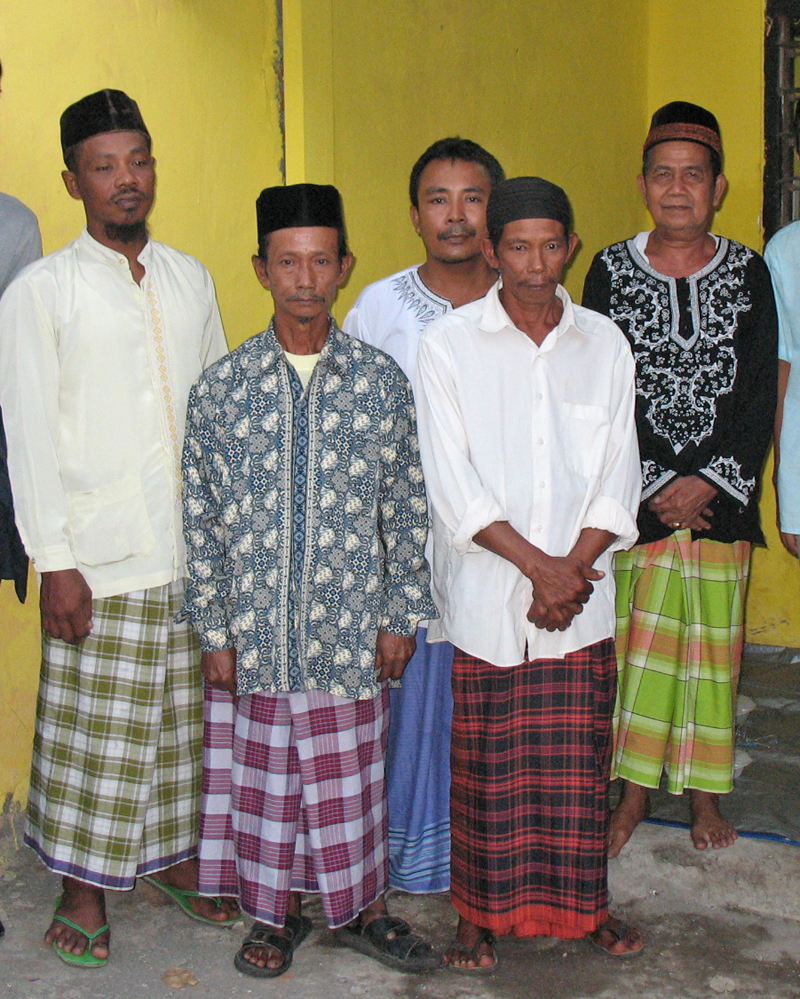
자와섬 남성들은 사롱(sarong)을 종교행사 때나 캐주얼하게도 자주 입는다. 인도네시아 East Java의 수라바야(Surabaya)

사롱(sarong, sarung (말레이어 발음ˈsarʊŋ; 영어 발음:səˈrɒŋ)은 크고 긴 천으로 되어, 허리 등에 감아서 싸는 형태로 입는다. 남자는 킬트(kilt), 여자는 치마(skirt) 형태로 남아시아, 동남아, 아라비아 반도(Arabian Peninsula), 아프리카(Horn of Africa), 태평양의 섬들(Pacific islands)에서 많이 입는다.